# Wilderness (ecologia)
In ecologia wilderness è un termine inglese che ha il significato di natura selvaggia o di territorio naturale incontaminato.

## Storia del termine
Wilderness deriva dall'antico termine inglese "wildeor": luogo abitato da animali selvaggi.
Il termine wilderness è stato utilizzato dai colonizzatori in antitesi alla concezione europea di civiltà, successivamente è stato usato dai trascendentalisti americani come ideale romantico di una natura primigenia fonte di salute fisica e di ispirazione mentale, simile al panteismo.
Questo concetto di separazione del "mondo umano" dal "mondo naturale" fu propedeutico alla creazione dei primi parchi nazionali con la estromissione forzata dei popoli nativi dalle loro terre: Parco di Yellowstone nel 1872 negli Stati Uniti e Royal Park nel 1879 in Australia.
Negli Stati Uniti il termine è stato istituzionalizzato nel 1964 con il Wildeness Act  che ha posto le basi per il National Wilderness Preservation System.
Il concetto wilderness si è poi diffuso nel mondo ed oggigiorno viene sfruttato dal marketing turistico per una narrazione accattivante di luoghi selvaggi incontaminati, quando in realtà di luoghi dove l’uomo non ha mai vissuto o modificato ne esistono pochi.